# Psenulus
Psenulus  (лат.) — род песочных ос (Crabronidae) из подсемейства Pemphredoninae. Более 120  видов.

## Распространение
В мире 160 видов, в Палеарктике 34, в России 15 видов.
Встречаются повсеместно, но большая часть видов отмечены в Юго-Восточной Азии. Также представлены в Палеарктике, Неарктике, Неотропике, Австралии и Афротропике. В Казахстане известно 2 вида..

## Описание
Мелкие осы, гнездящиеся в полых стеблях растений, а также в древесине в покинутых ходах ксилофагов. Брюшко со стебельком. Вершина наличника выемчатая. Щёки без выступа. Мандибулы на вершине несут два или три зубца. Переднее крыло с 3 субмаргинальными ячейками. Усиковые ямки отделены от наличника и расположены около середины лица. Голени средних ног несут одну шпору. Усики самца 13-члениковые, самки — 12-члениковые. Нижнечелюстные щупики состоят из 6 члеников, а нижнегубные — из 4. Охотятся на равнокрылых (Homoptera), в основном, из семейств настоящие тли (Aphididae), листоблошки (Psyllidae), и на  цикадок Delphacidae и Cicadellidae.

## Классификация
Более 150  видов
- Psenulus fuscipennis (Dahlbom, 1843) (=Mimesa fuscipennis Dahlbom) typus
- Psenulus laevis  Gyssakovskij, 1928
- Psenulus pallipes  (Panzer), 1798